# 定岡智秋
定岡 智秋（さだおか ちあき、1953年6月17日 - ）は、鹿児島県鹿児島市出身の元プロ野球選手（内野手）・コーチ・監督、解説者。
定岡3兄弟の長男で、弟に定岡正二（元巨人、投手）、定岡徹久（元広島・日本ハム、外野手）がいる。二男は定岡卓摩。義理の妹は元女優の斉藤浩子（徹久の妻）。

## 経歴

### 現役時代
父が会社帰りにキャッチボールをするようになり、それを正二と徹久も見ていて、出来る年齢になれば三兄弟が揃って野球をやり始めた。小学校には野球チームがなかったためソフトボールをしていたが、中学で軟式野球部に入部。2年までは鹿児島市立吉野中学校に通っていたが、父の転勤で薩摩半島の南にある河辺郡大浦町（現・南さつま市）に引っ越し、大浦町立大浦中学校に転校。ここで野球をしている時に、鹿児島実業の久保克之監督の目に留まる。中学時代は三塁手と投手、それに捕手もするなど肩には自信があり、吉野中では上水流洋がエースで、大浦中のチームメイトには永射保がいた。智秋は永射に「一緒に鹿児島実業に行こう」と誘うが、永射は『強いところにいっても面白くない』と言って、指宿商業に進学した。
中学卒業後の1969年に鹿実へ進学し、最初は三塁手兼投手としてプレーしていたが、肩を壊して投手は断念。投手は練習で走らされるのが嫌というのもあり、久保に「サード一本でやらしてください」と志願している。やがて智秋は県内屈指の好素材として注目されるようになり、3年次の1971年には夏の甲子園県予選準々決勝で永射がエースの指宿商を3−0で落として決勝に進出するが、鹿児島玉龍高に2-1と惜敗し甲子園出場を逃す。1年間で10本塁打・打率.340をマークするなど、三拍子揃った内野手としてプロのスカウトからも評判が高くなり、決勝では智秋を見るために10球団以上のスカウトが来ていた。
特に中日ドラゴンズが熱心であり、智秋も選手名鑑を見て「中日のサードには大島康徳さんがいるな」などと調べていたが、同年のドラフトでは南海ホークスに3位で指名されて入団。この時は三塁手での入団であったが、正遊撃手が決まっていなかった。藤原満に同期の鶴崎茂樹・柏原純一・矢部徳美などの若手内野手が一軍の座を狙っていたが、3年目の1974年9月に一軍初昇格。大阪球場で同日に一軍と二軍を行なう親子ゲームがあり、野村克也選手兼任監督が二軍の試合を見て「この試合でヒットを打ったヤツを一軍に上げよう」と考え、その試合で智秋は4安打を放つ。鶴崎も3安打を放ったため、二人とも上がることになった。試合終了後にマネージャーが「明日から一軍に上がるからサインを覚えておけ」と伝えている。9月14日の太平洋戦（大阪）に8番・遊撃手として先発し、6回裏に石井茂雄から3ラン本塁打を放って初安打・初本塁打・初打点を記録。1975年にはシーズン途中で広島に移籍した佐野嘉幸に代わって正遊撃手となり、1976年には遊撃の定位置を不動のものにする。1978年には同じ兄弟選手であった河埜敬幸（兄:巨人・河埜和正）と共に二遊間を形成しその守備は「鉄壁」と称えられた。
1975年から1977年まで3年連続でオールスターゲームに出場。1975年7月20日の第2戦（ナゴヤ）では、試合前に行われた遠投大会では120m超を記録して優勝。参加メンバーは全セと全パから各3人で、山本浩二（広島）・高田繁（巨人）・大橋穣（阪急）ら強肩選手が顔を揃え、中堅後方から本塁方向へ3度遠投するというものであった。他の選手が110m前後の中で、定岡は120mを軽々とクリアして全て圧勝した。山本も「素晴らしい。とてもかなわない」と舌を巻き、当時の西日本スポーツは「試合前に3勝」の見出しで報じ、定岡の「肩では誰にも負けない自信がある」との言葉も紹介している。
1970年代後半から1980年代のチームを支え、1979年に初の2桁となる11本塁打、1980年に初めて規定打席に到達（34位、打率.241）して13本塁打を放つが、打率は2割台前半を行ったり来たりしてなかなかシーズン100安打には届かなかった。同年オフに智秋・門田博光と巨人の河埜和正・新浦壽丈との交換トレードが決まりかけたが、巨人の監督が長嶋茂雄から藤田元司に替わり「新浦は出せない」という方針となったために頓挫したという。これが実現していれば、巨人で定岡兄弟、南海で河埜兄弟がチームメイトとなっていたことになる。1982年には自己最多に並ぶ13本塁打を放ったが、85安打で打率.216に終わる。打順が8番～9番が多かったため、コツコツ当てにいくより思い切り振ったほうがいいと思っていたこともあるが、それでも着実に力を付け、1983年には130試合フル出場を果たして自己最高の打率.257（31位）を残す。1984年は4月だけで7本塁打を打つなど一時期は本塁打王争いのトップに並んだが、5月10日の西武戦（大阪）でアキレス腱を断裂。断裂後はレギュラーに返り咲くこともなく、足への不安を抱えながらも全力プレーを続けたが、1986年の80試合出場が最多と出場数が激減し、1987年限りで現役を引退。

### 現役引退後
引退後は南海→ダイエー→ソフトバンクで二軍育成コーチ（1988年）、二軍守備・走塁コーチ（1989年 - 1990年, 1993年 - 1995年）、二軍守備兼走塁コーチ（1996年）、一軍内野守備・走塁コーチ（1997年 - 1999年）、二軍総合コーチ（2000年）、二軍監督（2001年 - 2002年）、スカウト（1991年 - 1992年）、編成部調査部長（2003年 - 2004年）、野球振興部次長（2005年 - 2006年）を歴任。ダイエーコーチ時代は主に三塁コーチを務め、1999年のリーグ優勝・日本一に貢献、川崎宗則を育てた。2007年からは解説者となり、その傍らでNPO法人ホークスジュニアアカデミーのOBコーチを務める。
2008年、独立リーグ・四国アイランドリーグplusの高知ファイティングドッグス監督に就任。現役時代に二遊間コンビを組んだ河埜敬幸は同リーグの長崎セインツの監督を務めており、指導者として相まみえることになった。監督となった最初のシーズンである2008年の前期はチームを3期ぶりのAクラスとなる2位に浮上させ、後期は優勝を逃したものの2位を確保した。一方河埜は成績不振を理由に前期終了後に契約を解除され、明暗が分かれた格好になった。2009年後期には就任2年目で初の半期優勝（後期）を達成。前期優勝の長崎とのリーグチャンピオンシップにも勝利してチームを4年ぶりの年間総合優勝に導いた。さらに、群馬ダイヤモンドペガサスとのグランドチャンピオンシップに勝利し、独立リーグ日本一に輝いた。2011年以降はチームの成績はふるわず、2012年からは2年連続で最下位であった。2013年のシーズン終了後、退任が発表された。
2014年8月1日からは九州総合スポーツカレッジヘッドコーチを務めていたが、2015年8月1日に九州総合スポーツカレッジと同じく学校法人吉用学園が設置する柳ヶ浦高校監督に就任。在任中は田中瑛斗などを育てた一方、甲子園大会への出場を春・夏とも果たせず、2019年夏の大分県大会終了後に退任し、前監督で部長の野中宣孝が監督に復帰。
2019年11月5日、2020年よりヘッドコーチとして7年ぶりに高知に復帰することが発表された。2023年12月26日、2024年から監督に就任することが発表された。監督への復帰は11年ぶりとなる。

## 選手としての特徴
- 先述のエピソードにもあるように、屈指の強肩として知られた。当初は全力で投げるだけであったが、前年に1年だけ在籍した一塁手のウェス・パーカーの助言で「低い送球」の意識を徹底し、存分に強肩を発揮できるようになったという。同年に入団したジム・ネトルスは、定岡の低くホップするような送球を「よく手首に当てていた」という[5]。定岡の肩について、藤原は後に「球が山なりじゃなく、地面と平行にくる感じ。何よりコントロールが良かった」上で「あれだけ肩が強いと、守備のフォーメーションも変わる」と振り返っている。当時の南海で右方向に打球が飛んだ場合も中継に入るのは、二塁手ではなく遊撃手の定岡であり、藤原は「カットマンの定岡がボールを握ると、相手はみんな走者を止める。いわゆる（進塁の）抑止力。チームにとって大きかった」とも話している[5]。
- 捕球やポジショニングも一級品であり、三遊間の打球には自信を持ち、逆シングルも得意としていた。1982年に西武の監督に就任した広岡達朗をして、「三遊間の打球なら一番うまい」と言わしめた[6]。ポジショニングはドン・ブレイザーヘッドコーチ仕込みで、「打者や配球でポジショニングを変え、常に3つくらいの可能性を考えながらプレーした」という頭脳派でもあった[6]。肩に自信がある分、一般的な遊撃手よりも2mほど後ろで守るなど守備範囲も広く、100m11秒台の快足を飛ばして前に転がったボテボテの当たりも問題にしなかったが、4回の年間最多失策を記録するなど失策も多かった[6]。制球力もよく、引退後に出演した「筋肉番付」のストラックアウトでは、9枚中7枚という成績を収めている。
- 一方の打撃はプロ初安打を3ラン本塁打で飾る鮮烈デビューも、安定感を欠いた。思い切りのいいスイングが持ち味で、それが長打力につながったが、なかなか安打の数は増やせなかった[6]。

## 詳細情報

### 年度別打撃成績
| 年 度      | 球 団      | 試 合 | 打 席 | 打 数 | 得 点 | 安 打 | 二 塁 打 | 三 塁 打 | 本 塁 打 | 塁 打 | 打 点 | 盗 塁 | 盗 塁 死 | 犠 打 | 犠 飛 | 四 球 | 敬 遠 | 死 球 | 三 振 | 併 殺 打 | 打 率 | 出 塁 率 | 長 打 率 | O P S |
| ---------- | ---------- | ----- | ----- | ----- | ----- | ----- | -------- | -------- | -------- | ----- | ----- | ----- | -------- | ----- | ----- | ----- | ----- | ----- | ----- | -------- | ----- | -------- | -------- | ----- |
| 1974       | 南海       | 15    | 42    | 37    | 4     | 10    | 0        | 0        | 2        | 16    | 6     | 0     | 0        | 0     | 0     | 4     | 0     | 1     | 12    | 0        | .270  | .357     | .432     | .790  |
| 1975       | 南海       | 97    | 208   | 185   | 16    | 35    | 2        | 0        | 3        | 46    | 14    | 3     | 2        | 3     | 2     | 14    | 0     | 4     | 39    | 4        | .189  | .259     | .249     | .507  |
| 1976       | 南海       | 123   | 372   | 340   | 37    | 81    | 13       | 3        | 7        | 121   | 39    | 4     | 5        | 11    | 3     | 15    | 0     | 3     | 70    | 4        | .238  | .274     | .356     | .630  |
| 1977       | 南海       | 101   | 334   | 309   | 32    | 67    | 12       | 0        | 8        | 103   | 32    | 3     | 3        | 0     | 2     | 23    | 1     | 0     | 69    | 4        | .217  | .269     | .333     | .603  |
| 1978       | 南海       | 111   | 388   | 352   | 30    | 80    | 12       | 1        | 3        | 103   | 33    | 3     | 4        | 4     | 7     | 19    | 1     | 6     | 75    | 6        | .227  | .273     | .293     | .566  |
| 1979       | 南海       | 115   | 385   | 360   | 46    | 89    | 13       | 3        | 11       | 141   | 41    | 2     | 2        | 7     | 1     | 17    | 0     | 0     | 83    | 7        | .247  | .280     | .392     | .672  |
| 1980       | 南海       | 114   | 414   | 373   | 46    | 90    | 14       | 1        | 13       | 145   | 42    | 5     | 4        | 11    | 1     | 28    | 1     | 1     | 83    | 8        | .241  | .295     | .389     | .684  |
| 1981       | 南海       | 90    | 277   | 249   | 27    | 61    | 15       | 0        | 4        | 88    | 32    | 3     | 3        | 7     | 3     | 16    | 0     | 2     | 39    | 7        | .245  | .293     | .353     | .646  |
| 1982       | 南海       | 127   | 446   | 394   | 34    | 85    | 13       | 0        | 13       | 137   | 48    | 2     | 4        | 12    | 6     | 27    | 1     | 7     | 77    | 13       | .216  | .274     | .348     | .622  |
| 1983       | 南海       | 130   | 464   | 417   | 37    | 107   | 14       | 2        | 9        | 152   | 47    | 2     | 5        | 21    | 1     | 23    | 0     | 2     | 57    | 9        | .257  | .298     | .365     | .662  |
| 1984       | 南海       | 33    | 118   | 104   | 11    | 23    | 0        | 1        | 7        | 46    | 15    | 0     | 0        | 6     | 0     | 7     | 0     | 1     | 21    | 0        | .221  | .277     | .442     | .719  |
| 1985       | 南海       | 45    | 116   | 108   | 7     | 27    | 1        | 0        | 3        | 37    | 8     | 0     | 0        | 3     | 1     | 3     | 0     | 1     | 21    | 2        | .250  | .274     | .343     | .617  |
| 1986       | 南海       | 80    | 134   | 124   | 12    | 25    | 4        | 1        | 5        | 46    | 10    | 0     | 1        | 4     | 0     | 6     | 1     | 0     | 30    | 4        | .202  | .238     | .371     | .609  |
| 1987       | 南海       | 35    | 41    | 34    | 1     | 5     | 0        | 0        | 0        | 5     | 3     | 0     | 0        | 3     | 0     | 4     | 0     | 0     | 13    | 0        | .147  | .237     | .147     | .384  |
| 通算：14年 | 通算：14年 | 1216  | 3739  | 3386  | 340   | 785   | 113      | 12       | 88       | 1186  | 370   | 27    | 33       | 92    | 27    | 206   | 5     | 28    | 689   | 68       | .232  | .279     | .350     | .630  |

- 各年度の太字はリーグ最高

### 記録
初記録
- 初出場・初先発出場：1974年9月14日、対太平洋クラブライオンズ後期9回戦（大阪スタヂアム）、8番・遊撃手として先発出場
- 初安打・初本塁打・初打点：同上、6回裏に石井茂雄から3ラン

節目の記録
- 1000試合出場：1983年9月11日、対ロッテオリオンズ22回戦（秋田市営八橋球場）、8番・遊撃手として先発出場　※史上238人目

その他の記録
- オールスターゲーム出場：3回（1975年 - 1977年）

### 背番号
- 44 （1972年 - 1974年）
- 37 （1975年）
- 3 （1976年 - 1987年）
- 86 （1988年）
- 72 （1989年 - 1990年、1993年 - 1996年）
- 82 （1997年 - 1999年、2008年 - 2013年、2020年 - ）
- 73 （2000年 - 2002年）